# XI. Erik svéd király
XI. Erik Eriksson vagy Selypítő és Sánta Erik (svédül: Erik läspe och halte Eriksson), (1216 – 1250. február 2.), svéd király 1222 és 1229 között, illetve 1234-től haláláig.

## Élete
Édesapja, X. Erik halála után született és 1222-ben, hatévesen került a trónra, I. János halála után. A pápa Eriket már születésekor királlyá akarta koronáztatni, azonban a svéd nemesség és előkelő polgárok Jánost részesítették előnyben, aki akkoriban 15 éves volt, és ezzel döntésképes. Az olustrai csata után – melyben a 13 éves Erik vereséget szenvedett ellenlábasaitól 1229-ben – le kellett mondania a trónról. Az ezt megelőző hét évben hatalom és erély nélküli király volt, így helyette egy tanács vezette az országot. Ennek a tanácsnak egyik tagja Knut Långe (Magas Knut) volt, aki Erik letaszítása után felvette a királyi címet.
Magas Knut halála után Erik dán segítséggel visszaszerezte a trónt, és haláláig megtartotta a királyi címet. Gyermektelenül halt meg.
Erik királyt szerette a népe, valószínűleg azért, mert – betegsége miatt – háborút sosem viselt.

## Házassága
Erik felesége a Bjälbo-családból származó Katarina Sunesdotter (1215–1252) volt, akivel 1243/1244-ben házasodott össze, azonban frigyük gyermek nélkül maradt.

## Fordítás
- Ez a szócikk részben vagy egészben  az   Erik XI. (Schweden) című német Wikipédia-szócikk ezen változatának fordításán alapul.  Az eredeti cikk szerkesztőit annak laptörténete sorolja fel. Ez a jelzés csupán a megfogalmazás eredetét és a szerzői jogokat jelzi, nem szolgál a cikkben szereplő információk forrásmegjelöléseként.

## Külső hivatkozások
- Bengans historiasidor (svéd nyelven). Wadbring.com